# Caloptilia eurycnema
Caloptilia eurycnema är en fjärilsart som först beskrevs av Turner 1894.  Caloptilia eurycnema ingår i släktet Caloptilia och familjen styltmalar. Inga underarter finns listade i Catalogue of Life.